# Condado de Grant (Kentucky)
El condado de Grant (en inglés: Grant County), fundado en 1820, es uno de 120 condados del estado estadounidense de Kentucky. En el año 2000, el condado tenía una población de 22,384 habitantes y una densidad poblacional de 33 personas por km². La sede del condado es Williamstown.

## Geografía
Según la Oficina del Censo, el condado tiene un área total de 676 km² (261 mi²), de la cual 673 km² (259,8 mi²) es tierra y 3 km² (1,2 mi²) (0.33%) es agua.

### Condados adyacentes
- Condado de Boone (norte)
- Condado de Kenton (noreste)
- Condado de Pendleton (este)
- Condado de Harrison (sureste)
- Condado de Scott (sur)
- Condado de Owen (oeste)
- Condado de Gallatin (noroeste)

## Demografía
Según la Oficina del Censo en 2000, los ingresos medios por hogar en el condado eran de $38,438, y los ingresos medios por familia eran $16,776. Los hombres tenían unos ingresos medios de $31,987 frente a los $23,669 para las mujeres. La renta per cápita para el condado era de $16,834. Alrededor del 11.10% de la población estaban por debajo del umbral de pobreza.

## Localidades
- Corinth
- Crittenden
- Dry Ridge
- Williamstown